# ¡México por siempre!
¡México por siempre! ist das 23. Album von Luis Miguel. Es wurde mit einem Grammy Award in der Kategorie Best Regional Mexican Music Album ausgezeichnet.

## Entstehungsgeschichte
Nachdem es sieben Jahre eher stiller war um den Sänger, auch wegen rechtlichen Problemen mit einem ehemaligen Produzenten und abgebrochenen Konzerten, verwirklichte Luis Miguel mit ¡México por Siempre! sein zweites Mariachi-Album. Luis Miguel ist selbst für die Produktion verantwortlich.

## Rezeption
Thom Jurek merkt in seiner Rezeption für Allmusic an, dass jedes der 14 Lieder klassische Mariachi-Nummern darstellt, die sich perfekt für Miguels goldene und leidenschaftliche Stimme eignen.

## Titelliste
| Nr.          | Titel                                | Text                                    | Länge |
| ------------ | ------------------------------------ | --------------------------------------- | ----- |
| 1.           | La fiesta del mariachi               | José Martínez Barajas                   | 2:44  |
| 2.           | No me amenaces                       | José Alfredo Jiménez                    | 2:39  |
| 3.           | Llamarada                            | Jorge Villamil                          | 3:35  |
| 4.           | El balajú                            | Pedro Galindo Galarza, Ernesto Cortázar | 2:49  |
| 5.           | Soy lo prohibido                     | Roberto Cantoral, Francisco Dino Ramos  | 3:05  |
| 6.           | El siete mares                       | José Alfredo Jiménez                    | 2:39  |
| 7.           | ¿Por qué te conocí?                  | Juan Bruno Tarraza                      | 3:23  |
| 8.           | Deja que salga la luna               | José Alfredo Jiménez                    | 3:23  |
| 9.           | Serenata Huasteca                    | José Alfredo Jiménez                    | 3:55  |
| 10.          | Que te vaya bonito                   | José Alfredo Jiménez                    | 2:42  |
| 11.          | No discutamos                        | Juan Gabriel                            | 3:22  |
| 12.          | Sin sangre en las venas              | José Alfredo Jiménez, Rubén Fuentes     | 2:40  |
| 13.          | Qué bonita es mi tierra              | Rubén Fuentes, Mario Montes             | 2:53  |
| 14.          | Los días felices (Les Jours Heureux) | Charles Aznavour                        | 3:49  |
| Gesamtlänge: | Gesamtlänge:                         | Gesamtlänge:                            | 42:08 |

## Kommerzieller Erfolg

### Chartplatzierungen
| ChartsChartplatzierungen             | Höchstplatzierung | Wochen |
| ------------------------------------ | ----------------- | ------ |
| Mexiko (AMPROFON)                    | 1 (115 Wo.)       | 115    |
| Spanien (Promusicae)                 | 6 (43 Wo.)        | 43     |
| Vereinigte Staaten (Billboard)       | 184 (1 Wo.)       | 1      |
| Vereinigte Staaten (Billboard Latin) | 2 (21 Wo.)        | 21     |

| ChartsJahrescharts (2017) | Platzierung |
| ------------------------- | ----------- |
| Mexiko (AMPROFON)         | 2           |

| ChartsJahrescharts (2018)            | Platzierung |
| ------------------------------------ | ----------- |
| Mexiko (AMPROFON)                    | 2           |
| Spanien (Promusicae)                 | 65          |
| Vereinigte Staaten (Billboard Latin) | 44          |

### Auszeichnungen für Musikverkäufe
| Land/Region       | Auszeichnungen für Musikverkäufe (Land/Region, Auszeichnung, Verkäufe) | Verkäufe |
| ----------------- | ---------------------------------------------------------------------- | -------- |
| Mexiko (AMPROFON) | 3× Platin                                                              | 180.000  |
| Insgesamt         | 3× Platin ·                                                            | 180.000  |